# Willingdon
Willingdon – osada w Anglii, w East Sussex. Leży 4 km od miasta Eastbourne, 19,1 km od miasta Lewes i 83 km od Londynu. W 1961 roku civil parish liczyła 3857 mieszkańców. Willingdon jest wspomniana w Domesday Book (1086) jako Wilendone/Wille(n)done.